# Helene Fischer
Helene Fischer (n. Krasnoyarsk, Unión Soviética, 5 de agosto de 1984), cuyo nombre al nacer era Елена Петровна Фишер (Jelena Petrovna Fischer), es una cantante alemana nacida en la Unión Soviética, hija de alemanes étnicos de Rusia. Sus abuelos eran Alemanes del mar Negro que fueron deportados a Siberia por la dictadura de Stalin. Desde su debut en 2005, ha ganado numerosos premios, entre ellos ocho premios Echo, cuatro premios Die Krone der Volksmusik y el premio Bambi. Según su registro de certificaciones ha vendido al menos 9 115 000 de discos. En junio de 2014, Farbenspiel, su álbum multiplatino de 2013, se convirtió en el álbum más descargado de un artista alemán de todos los tiempos.

## Discografía
- Von hier bis unendlich (2006)
- So nah wie du (2007)
- Zaubermond (2008)
- So wie ich bin (2009)
- Für einen Tag (2011)
- Farbenspiel (2013)
- Weihnachten (2015)
- Helene Fischer (2017)
- Rausch (2021)

## Giras
- Farbenspiel Live (2015)